# Rez vejmutovková
Rez vejmutovková (Cronartium ribicola) je dvoubytná rez, napadající pětijehličné druhy borovic a hostující na druzích rodu Ribes, nejčastěji na černém rybízu. Potřebující ke svému životu střídání hostitelů.

## EPPO kód
CRONRI

## Synonyma patogena

### Vědecké názvy
- Aecidium giganteum Mayr
- Caeoma conigenum Pat.
- Cronartium aleanum Syd. & P. Syd.
- Cronartium antidesmae-dioicae Syd. & P. Syd.
- Cronartium appalachianum Hepting
- Cronartium arizonicum Cummins
- Cronartium asclepiadeum (Willd.) Fr.
- Cronartium asclepiadeum var. quercuum Berk.
- Cronartium balsaminae Niessl
- Cronartium bresadolanum Henn.
- Peridermium strobi

### České názvy
- měchýřnatka vejmutovková

## Zeměpisné rozšíření
Původní v Asii. (Foster and Wallis, 1974). Scharpf (1993) uvádí, že nákaza byla zavlečena do Severní Ameriky v roce 1900 na sazenicích Pinus strobus pěstovaných v Evropě. Věřil že byla zavlečena do Evropy z Asie. C. ribicola je nyní rozšířen v západní a severovýchodní části USA. C. ribicola byla nalezena i v Britské Kolumbii v roce 1910 a rozšířila se odtamtud na většinu borovice bělokmenných (Pinus albicaulis) v regionech Washington, Idaho, Montana, Wyoming, Oregon, a Kalifornie.

### Výskyt v Evropě
Tato rez se vyskytuje běžně na euroasijském kontinentu. Nejčastěji byla sledována u borovice limby a jejím sibiřském poddruhu.

### Výskyt v Česku
Rez vejmutovková v Česku škodí téměř výlučně pouze na vejmutovce, borovice limba v ČR není rzí vejmutovkovou vážněji ohrožována.

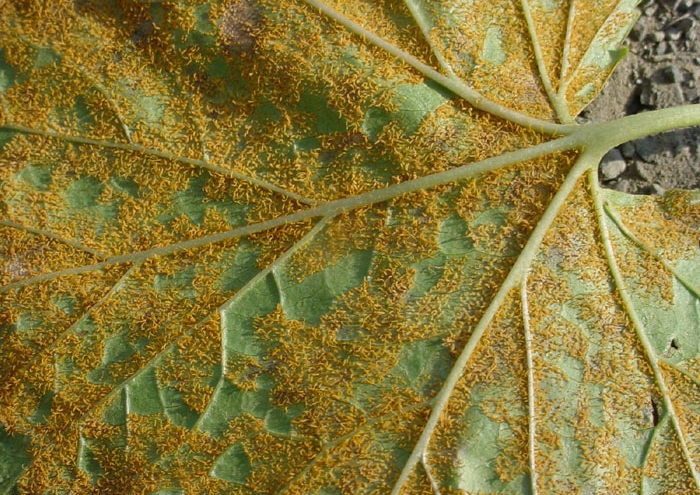
Rez vejmutovková na rybízu.

## Hostitel
Euroasijské druhy pětijehličných borovic, které prodělaly koevoluci s touto rzí, nebývají napadány. V případě, že ano, infekce napadá pouze větve, které usychají a infekce se dále nešíří.
V případě amerických druhů, (které se ve svém vývoji s touto rzí nikdy nesetkaly), se však rez šíří dále ke kmeni a je-li napadena bazální část kmene, usychá celý strom nad napadenou částí. Nejcitlivější je borovice bělokmenná (Pinus albicaulis), dále borovice Lambertova, borovice vejmutovka, borovice ohebná a nejméně napadaná je borovice osinatá.

### Zimní stádium rzi
Rod borovice Pinus, zde se tvoří na jaře aecidospory.
- borovice zakrslá Pinus pumila v Japonsku
- Borovice vejmutovka Pinus strobus je nejčastějším hostitelem
- borovice bělokmenná (Pinus albicaulis)
- borovice ohebná (Pinus ﬂexilis)
- borovice Lambertova (Pinus lambertiana)

### Letní stádium rzi
Na hostiteli se tvoří uredospory a teleutospory.
- Castilleja miniata a C. rhexifolia
- všivec Pedicularis (např. P. resupinata ve východní Asii a Pedicularis canadensis Pedicularis bracteosa v Severní Americe)
- meruzalka Ribes, zejména R. nigrum (černý rybíz), hlavní alternativní hostitel C. ribicola.[2]

## Význam
Podle Fostera a Wallise (1974), houba roste v lýka a kůry bez viditelných příznaků po dobu nejméně tří let, než jako houbové plodnice (aecia) prorazí kůru. C. ribicola je obzvláště závažné u mladých stromů, velmi málo přežije infekci a uhyne během několika let. Vředy na mladých stromech se obvykle vyskytují ve výšce 2,5 m nad zemí, kde jsou příznivé podmínky prostředí. Vzrostlé stromy na otevřeném prostranství budou pravděpodobněji napadeny než stromy v hustých porostech. U starších stromů se rez často omezuje na izolované větve nebo horní část koruny, takže pouze část stromu je zničena. Podle Scharpf (1993), některé oblasti výskytu borovice byly kompletně zničeny v západních Spojených státech a Kanadě. C. ribicola způsobila více škody a je nákladnější na ošetření než jakákoliv jiná choroba jehličnanů v Severní Americe.
Vlivem předčasného opadávání listů u rybízu dochází k postupnému snižování výnosů a ke špatnému vyzrávání dřeva, což má vliv zejména na následnou mrazuvzdornost rybízů.

## Příznaky

### Meruzalka
- viditelné žlutozelené skvrny na lícní straně listů
- žlutooranžové prášivé kupky letních výtrusů na spodní straně listů
- napadené listy postupně žloutnou, zasychají a opadávají [4]

### Borovice
Na borovicích může být prvním příznakem malé, žluté nebo červené skvrny na jehlicích, ale ty je těžké najít. Na větvích a kmenech se do roka tvoří nápadné zduřeniny. Ty mohou být trochu oteklé a mohou mít nažloutlé okolí. Během jednoho roku nebo dvou, jsou zřetelné nádory na větvích. Vředy v blízkosti kmene mohou přecházet na kmen.
Při napadení celého obvodu dochází ke strangulaci. Pokud je kmen nebo větve ohraničena po celém obvodu, všechna vodivá pletiva na napadeném místě borovice jsou nevratně porušena a celá část větve (stromu) nad tímto místem usychá. Z dálky je vidět příznaky jako je chloróza, zakrslost nebo odumřelé větve a mrtvé vrcholky.

## Biologie
Rez přezimuje jako mycelium v postižených dřevních částech borovice. Na jaře se na větvích tvoří spormogonie a aecidie. Aecidiospory vítr přenáší během května na listy rybízu. Na listech rybízu se tvoří uredospory jimiž se rozšiřuje patogen dále v porostu. Od června se na spodní straně listů rybízu tvoří teleutospory. Teleutospory klíčí na větvích borovic a basidiospory infikuji jehlice hostitele. Mycelium prorůstá do dřevních částí, kde vznikají nápadné zduřeniny.

## Mechanismus napadení a ekologie rzi
Basidiospory této rzi, vylétající z listů rybízu, infikují nejčastěji větev borovice a tvoří podhoubí, které časem způsobuje ztloustnutí napadené části. Brzy na jaře (počátkem května) se zde vytvářejí žlutooranžové měchýřky, které po 2 týdnech pukají a z nich se sype žlutý prášek – aeciospory, které jsou unášeny větrem a infikují rybíz.

## Šíření
Především větrem. Prášivé kupky aecidospor na hostiteli jsou uvolňovány a neseny větrem. Tyto spory jsou trvanlivé a bylo známo, že infikují Ribes spp. ve vzdálenosti větší než 160 km. Jarní výtrusy, infikující druhy rodu Ribes, jsou však podle některých zdrojů schopné infekce i na vzdálenost více než 500 km.(Uhlířová, H.)Z rybízu podle jiných zdrojů se zřídkakdy spory rozšíří do vzdálenosti přes 1,5 km.
Na zvířatech. Člověkem s infikovanými rostlinami.
Infekce je ovlivněna topografickými prvky v kombinaci s mikroklimatem, jako například v sedlech nebo na vrcholcích hor bývají v pozdním létě mlhy (NRC), které zřejmě fungují jako přenašeč pro spory.

## Ochrana
Spolehlivá ochrana není dosud známa.

### Prevence
Rez vejmutovková je rez s úplným životním cyklem, potřebující ke svému životu střídání hostitelů. Proto se nabízí možnost odstranění druhého hostitele (nejčastěji černého rybízu) a tím i přerušení vývojového cyklu parazita. V praxi však lze rozsáhlejší likvidaci černého rybízu těžko požadovat vzhledem k tomu, že se jedná o ovocnářsky významnou bobulovinu. Vzdálenost nejméně 1,5 km je třeba dodržet u rostlin černého rybízu pěstovaných v okolí školkařských zařízení, kde se pěstují vejmutovky. Tak, aby nedocházelo k masivním infekcím již ve školkách.
Nevysazovat náchylné odrůdy rybízu. 

#### Chemická ochrana
Ve školkách lze zároveň ještě provést v pozdním létě a na podzim, tedy v době produkce basidiospor rzi, opakované preventivní postřiky mladých vejmutovek fungicidními přípravky.

#### Agrotechnická opatření
Vzhledem k nízké odolnosti basidiospor vůči suchu a slunečnímu záření lze doporučit pěstovat vejmutovky nejlépe s významnější příměsí jiných dřevin, přednostně na sušších a teplejších lokalitách, v nepřehoustlých porostech. I vyvětvování snižuje riziko jejich napadení rzí.

#### Rezistentní odrůdy
Největší naděje do budoucna jsou vkládány do vyšlechtění rybízů a borovic rezistentních vůči rzi. V roce 2013 nejsou rezistentní odrůdy dostupné.

#### Biologický boj
Jedním ze směrů ochrany rostlin byla snaha využít biologického boje pomocí hyperparazitické houby Tubercularia maxima Rostr., která roste na ložiscích jarních výtrusů - zatím však bez větších úspěchů. 

### Opatření při výskytu

#### Agrotechnická opatření
Chemická ochrana není zcela účinná. Lze aplikovat postříky rybízu už před květem, opakované postřiky po odkvětu, zejména v červnu. Počet postřiků a interval by měl zohlednit skutečné ohrožení. 
Odřezání napadených větví borovice.